# Alpenus cribraria
Alpenus cribraria är en fjärilsart som beskrevs av Max Bartel 1903. Alpenus cribraria ingår i släktet Alpenus och familjen björnspinnare. Inga underarter finns listade i Catalogue of Life.